# Sconfinamento della guerra civile siriana in Libano
situazione militare in corso (a partire dal 16 ottobre 2015)
     Controllate dal governo libanese
     Controllato da Hezbollah
     Controllato dall'Isis e altri militanti sunniti

situazione militare in corso (a partire dal 16 ottobre 2015)
Controllate dal governo libanese
Controllato da Hezbollah
Controllato dall'Isis e altri militanti sunniti

Lo sconfinamento della guerra civile siriana in Libano consiste in una serie di episodi che, nel corso della guerra civile siriana, hanno visto gruppi armati libanesi contrapposti combattersi sia in Siria sia su suolo libanese. La crisi siriana ha determinato un riacutizzarsi dello scontro settario libanese che vede le fazioni sunnite sostenere i ribelli, mentre quelle sciite, e in particolare la milizia Hezbollah, sostenere il governo siriano.
Lo sconfinamento del conflitto non ha solo coinvolto le cittadine al confine siriano, ma anche i grandi centri urbani, tra cui Beirut, Sidone e Tripoli dove si sono verificati scontri armati, rapimenti e attentati.
Lo sconfinamento si è verificato in concomitanza con le prime manifestazioni di protesta in Siria a metà del 2011 e, con l'inasprirsi della crisi, si è gradualmente esteso a tutto il territorio nazionale. Il governo libanese schiera nel 2012 le forze armate come interposizione tra gli opposti schieramenti a Beirut e nel nord del Libano. La crisi settaria si aggrava nel 2013, quando la milizia Hezbollah interviene direttamente in Siria in supporto del governo, consentendo all'esercito siriano di modificare i rapporti di forza con i ribelli e di conquistare la strategica cittadina di Al-Qusayr.
Parallelamente alla violenza settaria, in Libano si è ulteriormente inasprita la storica e profonda divisione politica che vede contrapposti i partiti antisiriani, guidati dall'Alleanza del 14 Marzo, a quelli filosiriani, guidati dall'Alleanza dell'8 marzo. Ulteriore elemento di destabilizzazione è il massiccio afflusso di profughi in territorio libanese, che modifica l'equilibrio etnico-religioso in alcune zone del Libano. Il 28 agosto 2017 le ultime truppe dell'ISIL e di Tahrir al-Sham si sono ritirate dal Libano ed il governo libanese ha riacquistato il pieno controllo del territorio libanese per la prima volta dopo sei anni.

## Antefatti

### Rapporti tra Siria e Libano
Le relazioni tra Siria e Libano sono storicamente strettissime. Fin dalla dominazione ottomana non esisteva una reale linea di demarcazione tra i due stati e l'area che li comprendeva veniva chiamata Grande Siria. Solo dopo la prima guerra mondiale i francesi crearono le due nazioni divise. La separazione, considerata dai movimenti nazionalisti come imposta e artificiale, è stata sempre contestata da parte siriana.
Il concetto di Grande Siria è rimasto presente nella discussione politica e riproposto in varie forme da partiti politici di ispirazione panaraba o nazionalista, oppure, successivamente, da gruppi legati al fondamentalismo islamico.
Nel 1976 la Siria interviene direttamente nella guerra civile libanese invadendo il Libano da nord e combattendo prima contro l'OLP di Yasser Arafat e poi, nel 1982, contro le truppe israeliane. Al termine della guerra civile, la Siria mantiene 40 000 soldati sul territorio, ufficialmente per "garantire la pace" attraverso la Forza Araba di Dissuasione, ma di fatto condizionando le scelte del governo di Beirut e amministrando il territorio controllato.
Al termine della guerra civile libanese, nasce la milizia Hezbollah, composta da guerriglieri libanesi di religione sciita addestrati e finanziati dall'Iran. La Siria, forte alleato regionale dell'Iran, mantiene la presenza militare in Libano anche per garantire l'afflusso di armi e addestratori verso la nuova formazione combattente. Inoltre, sfruttando i compiti garantiti dalla Forza Araba di Dissuasione, i soldati siriani in Libano procedono al disarmo delle altre milizie combattenti, permettendo a Hezbollah di rimanere in molte aree del paese l'unica forza presente sul territorio.
Il 14 febbraio 2005 viene ucciso a Beirut con un'autobomba l'ex primo ministro Rafiq Hariri. Gli autori dell'attentato rimangono sconosciuti, ma la forte posizione antisiriana dell'uomo politico porta gran parte dell'opinione pubblica e della politica internazionale ad accusare i servizi segreti siriani ed Hezbollah.
L'attentato provoca una serie di imponenti manifestazioni popolari, poi denominate "Rivoluzione del Cedro", che ottengono il ritiro completo delle truppe siriane dal Libano.
Da allora la politica libanese si è divisa tra la fazione antisiriana, rappresentata dall'"Alleanza del 14 marzo", e quella filosiriana, rappresentata dall'"Alleanza dell'8 marzo". Allo scoppio della guerra civile siriana, l'"Alleanza del 14 marzo", guidata dal partito sunnita Movimento per il Futuro e da quello cristiano maronita delle Falangi libanesi, ha operato per un sostegno attivo all'Esercito siriano libero. Ci sono prove di forniture di armi verso l'opposizione siriana.
L'"Alleanza dell'8 marzo", guidata da Hezbollah e dal "Movimento Patriottico Libero", di ispirazione cristiano maronita, difendono pubblicamente il governo siriano, anche se, fino alla metà del 2013, non forniscono un supporto materiale.
In aggiunta alla difficile situazione politica, dalla roccaforte sunnita di Tripoli decine di fondamentalisti islamici si uniscono alle milizie jihadiste siriane, in particolare al Fronte al-Nusra.
Il governo libanese cerca di mantenere una difficile neutralità, allertando comunque l'esercito in vista di possibili sconfinamenti.

### La divisione religiosa di Tripoli
Tripoli è la seconda città del Libano per dimensione, con circa 500 000 abitanti. La maggioranza della popolazione è di fede musulmana sunnita e la città viene considerata una roccaforte del conservatorismo religioso sunnita in Libano. A Tripoli nasce il movimento salafita libanese e sono presenti decine di moschee e scuole coraniche riconducibili al fondamentalismo islamico, quasi sempre finanziate dall'Arabia Saudita.
In particolare i sunniti sono concentrati nel quartiere di Bab al-Tabbaneh.
A Tripoli è presente anche una numerosa minoranza di religione sciita alawita che conta circa 40-60 000 persone ed è strettamente legata ai correligionari siriani, di cui fa parte la famiglia del presidente Bashar al-Assad.
La quasi totalità degli alawiti di Tripoli vive nel quartiere di Jabal Mohsen e nel confinante Distretto di Akkar.
I due quartieri confinano tra loro e sono divisi da Syria Street. Entrambi i quartieri sono abitati da persone disoccupate ed in generale si trovano in una zona degradata della città.
Fino allo scoppiare della guerra civile libanese le due comunità convivevano pacificamente. Poi, nel 1984, scoppia il conflitto tra il Movimento Tawid, composto da estremisti sunniti e con sede a Bab al-Tabbaneh e il Partito Democratico Arabo, con sede a Jabal Mohsen e alleato delle truppe siriane entrate in Libano. Gli scontri provocano più di 400 morti in pochi giorni e vedono la vittoria del Movimento Tawid che estende il suo controllo a tutta la città esclusa la roccaforte alawita di Jabal Mohsen. La situazione muta radicalmente con l'intervento diretto delle truppe siriane, che a fine del 1986 sconfiggono il Movimento Tawid imponendo il loro controllo politico alla città di Tripoli. La divisione settaria di Tripoli diventa insanabile.
Nel 2008, col riacutizzarsi della crisi politica libanese, scoppiano nuovi scontri tra le due comunità in quanto i sunniti sostengono il governo mentre gli alawiti simpatizzano per la milizia Hezbollah antigovernativa. Inoltre nel quartiere di Bab al-Tabbaneh si rafforza la milizia fondamentalista islamica Fath al-Islam. Gli atti di violenza sono quasi sempre condotti da estremisti sunniti che costringono almeno 9 000 alawiti ad abbandonare le proprie case.

## I primi scontri
Il primo episodio di violenza sul suolo libanese correlato alla guerra civile siriana si verifica il 17 giugno 2011 quando ancora la Siria sta attraversando la prima fase insurrezionale caratterizzata da manifestazioni popolari nelle principali città. Nella città costiera di Tripoli si sta svolgendo una manifestazione a sostegno dell'opposizione siriana, quando scoppia uno scontro a fuoco tra uomini armati posizionati nei quartieri di Jabal Mohsen e Bab al-Tabbaneh. Al termine della giornata si contano 7 morti e 59 feriti. Tra le vittime vi sono anche un soldato libanese e un membro del Partito Democratico Arabo.
La storica divisione tra i due quartieri di Tripoli riesplode violentemente. I sunniti di Bab al-Tabbaneh e legati al Movimento Tawid solidarizzano con l'opposizione siriana, mentre gli alawiti di Jabal Mohsen legati al Partito Democratico Arabo sostengono il governo di Bashar al-Assad.
Dal 17 giugno 2011 in città si verificano scontri intermittenti con improvvise ondate di violenza e pause cariche di tensione.

## Eventi fino alla Battaglia di Qusayr

### Nuovi scontri a Tripoli

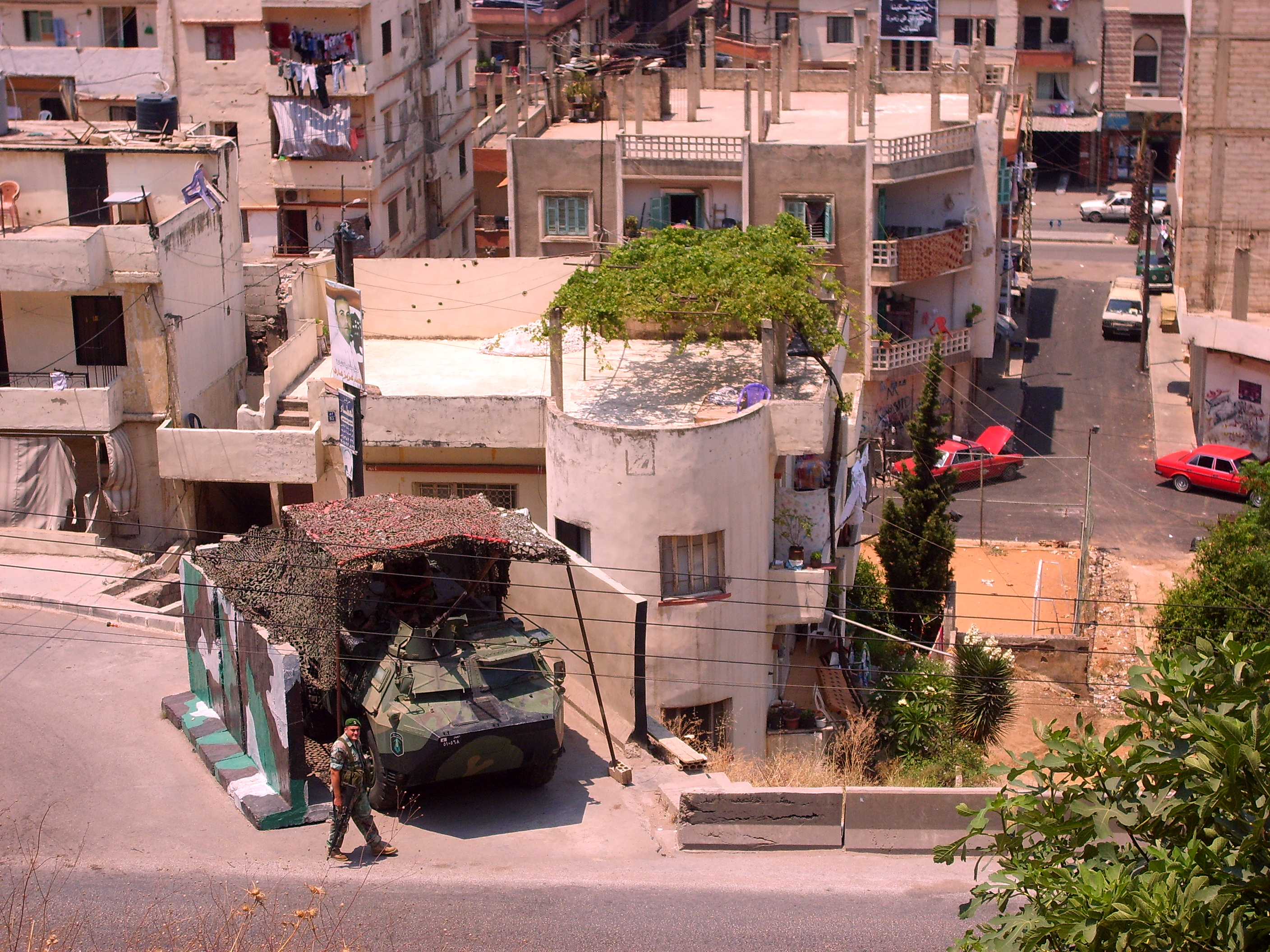
Esercito libanese schierato su Syria Street, tra i quartieri Bab al-Tabbaneh e Jabal Mohsen a Tripoli

Il 29 aprile 2012 viene fermata dalla marina libanese una nave proveniente dalla Libia e diretta a Tripoli contenente un grosso carico di armi dirette ai ribelli siriani. È la prima prova di un coinvolgimento diretto dei sunniti di Tripoli nel sostegno attivo alla ribellione armata in Siria.
L'evento aumenta ulteriormente la tensione in città che si aggiunge all'arresto, da parte dell'esercito libanese, di un esponente del movimento salafita, Shadi Mawlawi, accusato di attività terroristica.
Il 12 maggio 2012 riesplodono gli scontri tra le due comunità che provocano 4 morti. Nello stesso giorno, un gruppo di islamisti cerca di attaccare un corteo del Partito Nazionalista Sociale Libanese che manifesta in supporto del governo siriano. L'esercito blocca gli assalitori e ingaggia un conflitto armato che lascia sul terreno 4 morti.
Gli scontri tra le due comunità continuano fino al 18 maggio provocando un totale di 18 morti e 100 feriti tra alawiti, sunniti e soldati dell'esercito libanese, dislocato in città il 15 maggio per cercare di interporsi tra i combattenti.

### Gli scontri arrivano a Beirut
Il 20 maggio 2012 i soldati dell'esercito libanese uccidono lo sceicco sunnita Ahmad Abdel-Wahid e il suo assistente nel Distretto di Akkar, località a maggioranza alawita. I militari aprono il fuoco contro la loro macchina in quanto non si ferma ad un check point.
La reazione della comunità sunnita è violenta e non si limita alla città di Tripoli. Si verificano manifestazioni in tutto il Libano e si accusano i militari di appoggiare il governo siriano.
Per la prima volta si verificano scontri anche a Beirut quando militanti del Movimento per il Futuro e Tayyar al-Arabi si scontrano e lasciano sul campo 3 morti.
Si registra un clima di crescente tensione in tutto il paese e a Beirut viene schierato l'esercito per evitare nuovi scontri.
Per l'uccisione dello sceicco vengono arrestati 22 militari. Il Movimento per il Futuro chiede la loro condanna a morte e invoca, a nome dell'Alleanza del 14 Marzo, la formazione di un nuovo governo di ispirazione antisiriana.

### Battaglia permanente a Tripoli
A partire da maggio 2012 gli scontri tra le comunità religiose di Tripoli si fanno continuativi e si registrano sparatorie a cadenza giornaliera.
L'evento più grave si verifica tra il 2 e il 3 giugno, quando il conflitto tra gli abitanti dei due quartieri contrapposti provoca 15 morti e 60 feriti. L'esercito libanese viene nuovamente schierato su Syria Street, che separa le due zone. Si raggiunge un accordo per una tregua, che però viene ripetutamente violata fin dal primo giorno.
Si registra una vittima l'8 giugno per una serie di spari che raggiungono il quartiere alawita, e il 18 luglio, a seguito di scontri scoppiati durante una manifestazione antisiriana che celebra l'attentato a Damasco in cui rimangono uccisi gli alti dirigenti della sicurezza nazionale.
Il 20 e 21 agosto una violenta sparatoria contrappone alawiti e sunniti. Si contano 12 morti e più di 100 feriti, inclusi diversi soldati libanesi che ceracano di interporsi. Il 22 agosto, per porre fine agli scontri, l'esercito libanese si spinge all'interno dei due quartieri rivali, venendo tuttavia respinto da una forte opposizione armata. Tuttavia, a seguito di incontri con i leader delle due comunità si arriva ad un cessate il fuoco, che dura solo qualche ora.
Il 24 agosto gli scontri tra le due comunità religiose si aggravano e vengono utilizzati RPG e artiglieria pesante. Sette negozi gestiti da alawiti vengono dati alle fiamme.
La situazione si aggrava ulteriormente alla morte, per mano di un cecchino, di Khaled al Baradei, leader delle milizie islamiste sunnite.
Il conflitto tra i due quartieri di Tripoli vede un periodo di combattimenti sporadici fino a dicembre 2012, quando si registra un nuovo picco di violenza. Tra il 4 e il 6 dicembre gli scontri settari provocano 12 morti e 73 feriti soprattutto grazie all'azione di cecchini.
Nuove vittime si registrano il 22 marzo 2013 con 6 morti, compreso un soldato dell'esercito libanese.

### I rapimenti
Dal maggio 2012 lo sconfinamento della guerra civile siriana in Libano si manifesta anche attraverso una serie di rapimenti a sfondo politico o settario.
Il primo episodio di verifica a maggio nel villaggio siriano di Zeita, al confine settentrionale con il Libano. Alcuni miliziani ribelli siriani sequestrano tre cittadini libanesi filosiriani. Per rappresaglia, in territorio libanese, attivisti filosiriani catturano 60 lavoratori siriani. La crisi si risolve il 16 maggio, quando tutti gli ostaggi vengono rilasciati.
Il 22 maggio vengono sequestrati 16 pellegrini sciiti dall'Esercito siriano libero ad Aleppo. I rapitori chiedono, in cambio del rilascio degli ostaggi, il riconoscimento ufficiale dell'opposizione siriana come legittimo rappresentante della Siria da parte del Libano. Gli ostaggi verranno rilasciati il 18 ottobre 2012.
A fine maggio vengono sequestrati in territorio libanese due contadini da alcune milizie filosiriane e trasportati in Siria. Vengono rilasciati il 3 giugno.
Il 13 agosto 2012 viene rapito a Damasco Hassan al-Meqdad, membro di una importante famiglia sciita libanese. I rapitori sono membri dell'Esercito siriano libero e accusano l'ostaggio di essere membro di Hezbollah, eventualità smentita dalla stessa milizia libanese.
Il clan degli al-Meqdad reagisce violentemente alla cattura di un suo membro e, creando una milizia indipendente, esegue una serie di rapimenti "di rappresaglia". Vengono rapite 20 persone in territorio libanese accusate di essere ribelli siriani oltre confine. Tra i rapiti vi sono un cittadino turco e uno saudita. I membri del clan al-Meqdad minacciano di eseguire rapimenti continui di cittadini provenienti dai Paesi del Golfo finché non verrà rilasciato il loro familiare.
In risposta alle azioni del clan, Qatar, Arabia Saudita e Turchia chiedono ai loro cittadini di lasciare il Libano.
La crisi degli ostaggi dura fino a fine agosto, quando la maggior parte delle persone rapite viene rilasciata.

### Scontri al confine
A partire dall'estate del 2012, a seguito dell'avanzata dei ribelli siriani in molte zone del paese, si verificano una serie di sconfinamenti sulla frontiera tra Siria e Libano che interessano le cittadine sul confine. In particolare sono interessate le aree intorno ai villaggi di Arsal, che confina con la regione del Qalamoun, e quelle intorno ad Ermel, vicino al valico di confine di Al-Qusayr.
Arsal è un villaggio a maggioranza sunnita che solidarizza con l'opposizione siriana e, per la sua posizione, diventa un centro nevralgico di approvvigionamento e passaggio di miliziani ribelli.
La tensione sale anche a seguito del sempre più profondo appoggio politico di Hezbollah nei confronti del governo siriano. I ribelli temono un intervento diretto della milizia libanese sul territorio siriano.
Il primo episodio, in agosto, coinvolge proprio due miliziani di Hezbollah, che vengono uccisi in territorio libanese a seguito di uno sconfinamento da parte di un gruppo di ribelli.
Il 17 settembre avviene il primo sconfinamento di grossa entità. L'aviazione siriana bombarda alcune postazioni ribelli e quattro missili colpiscono il territorio libanese, nelle vicinanze di Arsal. L'evento provoca allarme nel governo libanese, che teme uno sconfinamento massiccio, poi non avvenuto, delle truppe siriane.
Sempre vicino ad Arsal, il 22 settembre, l'Esercito siriano libero esegue un'incursione in territorio libanese attaccando le guardie di confine. A seguito dello scontro a fuoco viene catturato il gruppo degli assalitori. Tuttavia l'esercito libanese libera i miliziani sia per le pressioni della popolazione locale, sia per la volontà del governo di mantenere una posizione neutrale sulla guerra civile siriana.
La neutralità del Libano provoca un aumento del flusso di miliziani ribelli oltre confine e un aumento della tensione con il governo siriano, che in diverse occasioni colpisce quelle che si sono trasformate nelle retrovie della ribellione armata. L'11 ottobre viene colpita dall'artiglieria siriana la cittadina di Qaa. Anche in questo caso il governo libanese non organizza nessuna reazione.
Nel frattempo la milizia Hezbollah approfitta dell'instabilità sul confine per legittimare la propria presenza. Il segretario generale Hassan Nasrallah a ottobre dichiara che l'aumento dei miliziani sciiti nella valle della Bekaa è volto al sostegno dell'esercito libanese nelle sue operazioni di controllo della frontiera.
Da ottobre si registrano anche molti volontari libanesi che si uniscono ai ribelli siriani, in particolare alle milizie jihadiste. Molti volontari provengono dai gruppi salafiti presenti a Tripoli e approfittano della porosità del confine. Il 30 novembre questo flusso risulta evidente a seguito di un'operazione dell'esercito siriano che uccide 20 miliziani libanesi appena entrati in Siria.
La sicurezza intorno alla cittadina di Arsal diventa sempre più critica e le tensioni con l'esercito libanese di frontiera si fanno più frequenti. Il 1º febbraio 2013 scoppia per la prima volta uno scontro armato all'interno della cittadina quando l'esercito libanese, su indicazione dei servizi segreti, cerca di arrestare un esponente salafita siriano accusato di terrorismo che, oltrepassando il confine, aveva trovato rifugio ad Arsal. Le forze speciali dell'esercito vengono circondate da miliziani jihadisti (poi rivelatisi appartenenti al Fronte al-Nusra) ed attaccate. Due soldati rimangono uccisi e i loro corpi vengono trascinati nel centro della città in segno di vittoria.

### Scontri a Sidone

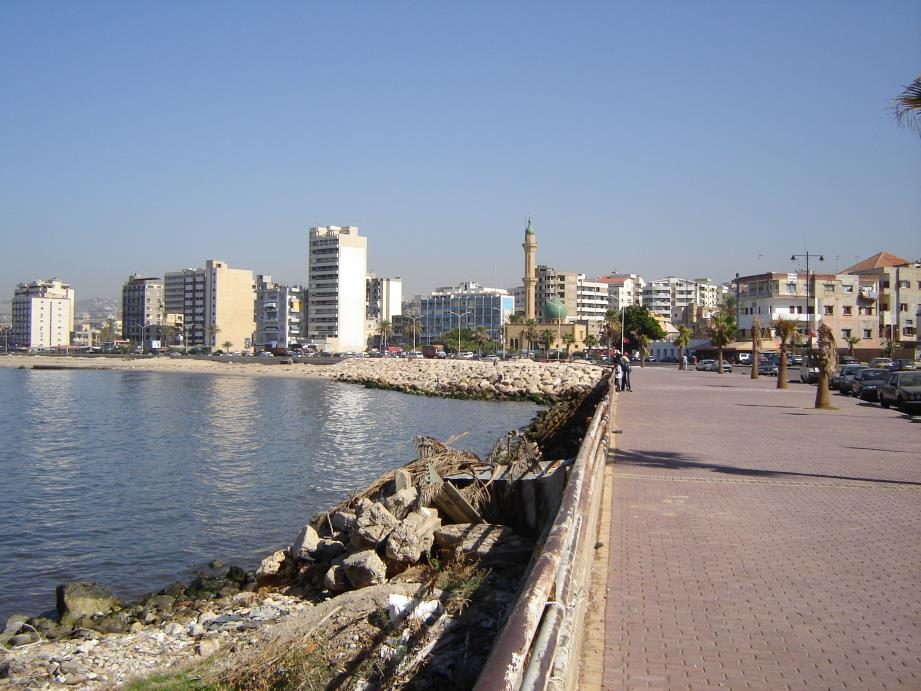
Il lungomare di Sidone

Un'altra area di tensione si apre nel sud del Libano, nella città di Sidone. L'ex imam della moschea Bilal Bin Rabah, Ahmed Al-Assir, vicino alle posizioni sunnite salafite esegue dei sermoni pubblici estremamente violenti contro gli sciiti e Hezbollah, che accusa di essere un'emanazione iraniana e di voler distruggere la composizione religiosa libanese. Oltre ad Hezbollah i suoi sermoni hanno come obiettivo il presidente siriano Bashar al-Assad, attraendo così i simpatizzanti dei ribelli siriani.
Ad agosto 2012 Assir organizza una serie di sit-in di protesta contro Hezbollah che degenerano in scontri con l'Organizzazione Popolare Nasserista e provocano diversi feriti.
L'11 novembre 2012 scoppiano nuovi scontri a Sidone tra sostenitori di Assir e sostenitori di Hezbollah. Assir afferma che i problemi con Hezbollah possono essere risolti "solo con il sangue" e annuncia la formazione di una milizia armata.

### L'assassinio di Wissam al-Hassan
Il 19 ottobre 2012 un'autobomba a Beirut uccide 8 persone incluso Wissam al-Hassan, comandante delle Forze di sicurezza interna libanese e membro di spicco dell'Alleanza del 14 Marzo antisiriana. È l'attentato più grave in Libano dal 2008. A causa delle posizioni antisiriane dell'uomo politico e del suo coinvolgimento nelle indagini sull'assassinio di Rafiq Hariri i sospetti ricadono sui servizi segreti siriani e Hezbollah.
Immediatamente dopo l'attentato si verificano scontri in tutto il paese, inclusa Tripoli e Beirut.
Gli scontri durano fino al 24 ottobre e causano in tutto 10 morti e 65 feriti.

## Eventi successivi alla Battaglia di Qusayr
Nel maggio 2013 l'esercito siriano scatena un'offensiva nella cittadina siriana di confine di al-Qusayr. Per la prima volta Hezbollah interviene direttamente in supporto del governo siriano e dilaga in Siria, determinando una sostanziale modifica nei rapporti di forza contro i ribelli. L'intervento della milizia libanese provoca una escalation di violenza in Libano, sia di natura settaria che politica. I ribelli siriani intervengono direttamente in Libano per attaccare Hezbollah.
Il governo libanese cerca di mantenere una sempre più difficile neutralità, ma esponenti sia dell'Esercito siriano libero che delle milizie jihadiste minacciano di colpire obiettivi libanesi nel caso il governo non blocchi la partecipazione di Hezbollah alla guerra.

### Aumenta la violenza a Tripoli
Tra il 19 e 26 maggio 2013 gli scontri a Tripoli si trasformano in una battaglia su larga scala con l'utilizzo, per la prima volta, di mortai. La battaglia provoca 31 morti e costringe l'esercito libanese ad abbandonare la città.
A giugno 2013 la violenza si estende al centro della città. Il 6 giugno vi sono scontri nel mercato centrale di Tripoli tra salafiti e i sostenitori del governo siriano del Partito Nazionalista Sociale Siriano. Si registra un morto e 7 feriti.
Le violenze nel centro della città continuano fino al 9 giugno 2013, parallelamente agli scontri sempre più duri nei quartieri di Bab al-Tabbaneh e Jabal Mohseh, dove la componente alawita sostiene apertamente l'intervento di Hezbollah nella guerra civile siriana. L'esercito libanese interviene in forze smantellando le barricate che sono state costruite intorno a Syria Street e presidiando i due quartieri. Le violenze provocano in tutto 9 morti.

### Scontri ripetuti al confine
La battaglia di al-Qusayr avviene vicino al confine nord tra Siria e Libano. Questo provoca uno sconfinamento continuo di combattimenti, flusso di milizie ribelli e filogovernative, flusso di armi e profughi.
La cittadina frontaliera libanese di Hermel è una roccaforte di Hezbollah ed è il punto di partenza per l'accesso in Siria dei miliziani sciiti. Per questo motivo viene ripetutamente attaccata dai ribelli siriani.
Il 28 maggio i ribelli siriani eseguono un'incursione in territorio libanese vicino alla cittadina di Arsal e attaccano una postazione dell'esercito uccidendo tre soldati.
Qualche giorno dopo dal territorio siriano vengono lanciati razzi e colpi di mortaio che colpiscono almeno 16 volte l'area intorno a Baalbek, dove la presenza di miliziani Hezbollah è particolarmente forte. Non vi sono vittime. Contemporaneamente, sempre nella periferia di Baalbek, si verifica il primo episodio di scontro diretto tra opposte milizie su territorio libanese. Un gruppo di ribelli siriani varca il confine e si scontra con miliziani Hezbollah. Si registrano almeno 12 morti tra i ribelli, secondo alcune fonti appartenenti al Fronte al-Nusra.
Il 12 giugno 2013 l'esercito siriano esegue un'operazione contro il flusso di ribelli dal Libano alla Siria colpendo le aree di confine vicino alla cittadina di Arsal. La città viene inclusa nell'attacco e viene colpita da 3 razzi sparati da elicotteri da combattimento.
Il 16 giugno quattro sciiti vengono uccisi nei pressi di Arsal.
A seguito di questo evento i cittadini dei villaggi intorno ad Arsal, a maggioranza sciita, bloccano la strada di collegamento alla roccaforte sunnita, provocando, come reazione, il blocco della strada principale che congiunge Arsal al Libano interno. Il 21 giugno interviene l'esercito libanese che riapre entrambe le strade.

### La battaglia di Sidone
Tra il 23 e il 25 giugno 2013 si verificano i più gravi episodi di violenza su suolo libanese collegati alla guerra civile siriana.
A seguito dell'intervento in Siria di Hezbollah, numerosi religiosi sunniti, in appoggio ai ribelli siriani, avevano chiamato al jihād contro il governo siriano e i suoi alleati sciiti. Tra gli esponenti più duri del movimento salafita vi è Ahmad al-Assir che ha organizzato un gruppo armato a Sidone per combattere Hezbollah.Grande Siria, Guerra civile libanese e Rivoluzione del Cedro.
A inizio giugno si erano verificati una serie di episodi di violenza contro membri di Hezbollah di Sidone e Assir aveva intimato ai membri della milizia sciita di abbandonare la città. Richiesta non accolta. Gli scontri si erano così intensificati anche con l'uso di mitragliatori e granate.
Il 23 giugno l'esercito libanese interviene per porre fine agli scontri e ingaggia un conflitto a fuoco con i miliziani fedeli ad Assir. Nella battaglia interviene anche Hezbollah a sostegno dell'esercito.
Il giorno seguente l'esercito lancia una vasta operazione contro il quartiere a fianco della moschea di Sidone, dove si trova la roccaforte dei miliziani di Assir. L'operazione si rivela violentissima: i miliziani distruggono 4 carri armati e diversi veicoli dell'esercito, ma lasciano sul campo almeno 22 morti nella difesa delle loro posizioni nella moschea. L'operazione prosegue e vengono arrestati almeno 70 miliziani armati, incluso il fratello di Assir. Alcuni miliziani dichiarano di essere membri del Fronte al-Nusra, operante in Siria.
Al termine dell'operazione, il 25 giugno, risultano uccise almeno 50 persone tra cui 17-18 soldati libanesi, 25-40 miliziani fedeli ad Assir e 4 miliziani di Hezbollah.
Ahmad al-Assir riesce invece a fuggire.

### L'ondata di autobombe

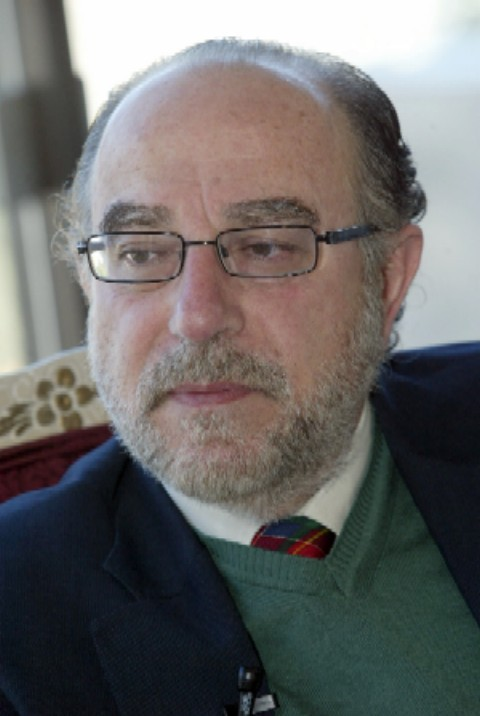
Mohamad Chatah, ucciso a Beirut il 27 dicembre 2013

Elemento caratterizzante della violenza in Libano legata alla guerra civile siriana nel periodo successivo alla Battaglia di Qusayr è il susseguirsi di attentati per mezzo di autobomba che hanno spesso come obiettivo la milizia Hezbollah, colpita anche nelle sue roccaforti.
Il primo attentato avviene a Beirut il 9 luglio 2013, quando un'autobomba esplode nel quartiere di Bir el-Abed, nel sud della città e roccaforte di Hezbollah. Non vi sono morti e, sebbene Hezbollah accusi Israele di aver condotto l'operazione, l'attentato viene rivendicato da un gruppo legato all'Esercito siriano libero in risposta all'intervento della milizia sciita in Siria.
Sempre a luglio un altro attentato viene sventato dalle forze di sicurezza libanesi, che, grazie ad informazioni reperite dalla CIA, riesce a bloccare un carico di 7 tonnellate di esplosivo inviato in Libano da elementi legati al fondamentalismo islamico. L'obiettivo sarebbe stato di nuovo il quartiere sud di Beirut.
Un mese dopo, il 15 agosto 2013, un'altra autobomba colpisce la roccaforte di Hezbollah a Beirut provocando 27 morti, nell'attentato più grave che abbia colpito la città dal 1985. L'attentato viene rivendicato da un piccolo gruppo islamista con legami con i ribelli siriani.
Il 23 agosto 2013 vengono colpiti attraverso 2 autobombe, degli obiettivi sunniti antisiriani. A Tripoli vengono fatte esplodere due moschee note per la loro frequentazione da parte di salafiti e sunniti solidali con la ribellione siriana. In totale vengono uccise 47 persone.
La comunità sunnita accusa Hezbollah e il governo siriano di aver condotto gli attacchi e promette vendetta. Alcuni gruppi legati ad Al-Qaeda dichiarano che "Hezbollah subirà la loro vendetta".
L'esercito libanese arresta come mandante dell'operazione Ahmad al-Ghareeb, un esponente sunnita ma con buone relazioni con Hezbollah.
Le autobombe tornano ad esplodere a Beirut il 19 novembre 2013, quando un duplice attentato provoca 23 morti davanti all'ambasciata iraniana, posizionata nella roccaforte Hezbollah a sud della città. Tra le vittime vi è il responsabile culturale dell'ambasciata, Ebrahim Ansari. L'attentato viene rivendicato dalle Brigate Abdullah Azzam, un gruppo fondamentalista islamico libanese attivo nella guerra civile siriana a fianco dei ribelli. Nella rivendicazione le Brigate annunciano che continueranno ad attaccare obiettivi legati a Hezbollah e all'Iran finché non ritireranno le proprie milizie dalla Siria. Il 31 dicembre le autorità libanesi arrestano Majid bin Mohammad al-Majid, il leader saudita delle Brigate Abdullah Azzam. L'evento alza ulteriormente la tensione tra Siria, Iran e Arabia Saudita.
Il 27 dicembre 2013 in pieno centro a Beirut viene colpito, con un'autobomba, il convoglio in cui viaggia Mohamad Chatah, ex ministro delle finanze libanese e ambasciatore negli Stati Uniti. L'esplosione uccide Chatah e altre 7 persone. Nessuno ha rivendicato l'attentato. Tuttavia a causa delle posizioni antisiriane dell'uomo politico e la sua adesione all'Alleanza del 14 Marzo i sospetti ricadono su Hezbollah e il governo siriano.
Il 2 gennaio 2014 un'autobomba esplode nel quartiere Haret Hreik di Beirut, vicino all'emittente televisiva Al-Manar: l'organo di informazione di Hezbollah. L'attacco provoca 5 morti.

## Eventi successivi alla Battaglia di Qalamoun
Nel marzo 2014 l'esercito siriano in collaborazione con Hezbollah riesce a conquistare la città di Yabroud, nella regione montuosa del Qalamoun confinante con il Libano. Tale operazione taglia le linee di comunicazione dei ribelli tra Libano e Siria e, in senso opposto, l'afflusso di esplosivi per compiere attentati in Libano.
I ribelli in fuga dal Qalamoun si riversano in massa in territorio libanese verso la roccaforte di Arsal spostando di fatto il loro centro operativo in questa cittadina. La tensione con Hezbollah sale ulteriormente amplificando la divisione settaria del paese. Tra i ribelli rifugiati ad Arsal sono presenti elementi dei gruppi più fondamentalisti della ribellione siriana. Tra questi il Fronte al-Nusra, che intende estendere la propria area di operazione anche al Libano.

### La fuga dei ribelli oltre confine
Già nel mese di febbraio 2014, mentre infuriava la battaglia nella vicina regione siriana di Qalamoun, la situazione nelle cittadine libanesi al confine era diventata estremamente tesa. Si verificano infatti una serie di azioni condotte dai ribelli siriani per ostacolare le operazioni della milizia Hezbollah. Il fatto più grave si svolge a Hermel, roccaforte sciita al confine, dove il 22 febbraio esplode un'autobomba che uccide due soldati libanesi e un civile. L'attacco viene rivendicato dal Fronte al-Nusra.
Il 27 febbraio, un'operazione dell'esercito libanese ad Arsal permette la cattura di un comandante del Fronte al-Nusra: Nidal Sweidan.
Il 16 marzo l'esercito siriano conquista Yabroud, facendo collassare le difese ribelli e causando la loro rotta verso le altre cittadine del Qalamoun e verso il confine. Il governo libanese, temendo un riversamento di miliziani entro i suoi confini, invia l'esercito a presidiare tutti i valichi di frontiera.
Tuttavia un gran numero di miliziani riesce a raggiungere Arsal. Tale avvenimento provoca la reazione delle cittadine a maggioranza sciita che circondano Arsal: vengono allestite barricate e posti di blocco per isolare la roccaforte sunnita ed evitare il passaggio di miliziani verso il Libano interno. In particolare i cittadini di Labweh accusano i miliziani ribelli di aver lanciato razzi e colpi di mortaio verso la loro città. L'"assedio" ad Arsal ha ripercussioni in tutto il Libano: in particolare a Sidone e Beirut vengono organizzati blocchi stradali in solidarietà con i cittadini di Arsal.
L'esercito riesce ad eliminare i blocchi stradali il 19 marzo e crea una serie di posti di blocco all'entrata di Arsal, entrando periodicamente nella cittadina per eseguire controlli su eventuali miliziani presenti.
Il 23 marzo 2014 in un'operazione dell'esercito libanese, vengono arrestati 43 miliziani siriani ad Arsal tra cui membri del Fronte al-Nusra e dell'Esercito siriano libero. Il giorno seguente l'aviazione siriana, durante l'attacco a delle postazioni ribelli, colpisce con 2 razzi la periferia di Arsal, non causando vittime.
Pochi giorni dopo la conquista di Yabroud, il 20 marzo 2014, l'esercito siriano riesce a conquistare la cittadina di Al-Hosn, nel governatorato di Homs e vicino al confine libanese. Tale episodio provoca nuovamente un afflusso massiccio di ribelli in fuga oltre il confine.
Il 29 marzo vengono uccisi 3 militari libanesi ad un posto di blocco nelle vicinanze di Arsal. L'attacco viene effettuato con un'autobomba guidata da un attentatore suicida. Il 3 aprile, sempre vicino ad Arsal, l'esercito apre il fuoco contro un gruppo di siriani che non si ferma ad un posto di blocco, uccidendo una persona probabilmente affiliata al Fronte al-Nusra.

### Scontri a Tripoli
A seguito dell'accresciuto clima di tensione in tutto il Libano, anche a Tripoli riesplode violentemente lo scontro settario tra i quartieri Bab al-Tabbaneh e Jabal Mohsen. Gli scontri scoppiano il 13 marzo e continuano senza interruzione. Vengono utilizzati anche RPG e granate e viene coinvolto l'esercito libanese, che cerca di interporsi tra le due fazioni. Il 23 marzo il numero di morti sale a 29.
A fine marzo 2014 la situazione in città diventa fuori controllo. Il 26 marzo rimangono uccise 3 persone e il giorno successivo viene assassinato un ufficiale dell'esercito.
A seguito di questi eventi il presidente libanese Michel Suleiman dichiara che è necessario trovare un'"urgente soluzione" al problema di Tripoli e autorizza una serie di incursioni armate dell'esercito nei quartieri rivali. Nello stesso giorno il leader del movimento salafita di Tripoli, Dai al-Islam al-Shahal, chiama alle armi i sunniti della città dichiarando che "i sunniti devono difendere i loro diritti".
L'esercito lancia un'imponente operazione di rastrellamento nei quartieri di Tripoli a inizio aprile, smantellando le barricate e presidiando gli esercizi commerciali per favorirne la riapertura. Il giorno seguente vengono operati 75 arresti e ricercate circa 200 persone collegate agli scontri settari.
Una violenta risposta all'operazione dell'esercito avviene l'8 aprile 2014, quando uomini armati, probabilmente estremisti sunniti, uccidono 2 soldati.

### Nuova violenza a Beirut
Nel marzo 2014 si riacutizza la violenza anche nella capitale, dove si verificano gli scontri più gravi dallo scoppio della guerra civile siriana. Il 23 marzo nei pressi dello stadio cittadino si scontrano, utilizzando armi automatiche e granate, sostenitori del presidente siriano Bashar al-Assad appartenenti al Partito del Movimento Arabo e manifestanti antisiriani collegati al Movimento per il Futuro. Gli scontri provocano un morto e 13 feriti.

## Eventi successivi alla fondazione del Califfato
Il 29 giugno 2014, a seguito della vittoriosa offensiva che porta lo Stato Islamico dell'Iraq e Levante a conquistare numerose cittadine dell'Iraq settentrionale, compresa Mosul, il leader della formazione jihadista, Abu Bakr al-Baghdadi, annuncia la creazione di un nuovo califfato che deve necessariamente comprendere anche il Libano.
L'ISIS non ha solide basi nel Paese, ma riceve supporto e approvazione dai fondamentalisti islamici soprattutto a Tripoli e nella cittadina di frontiera di Arsal, dove è molto forte la presenza di combattenti ribelli siriani. Da queste località il gruppo jihadista comincia a penetrare in Libano, cercando di catalizzare il malcontento sunnita verso la politica libanese forzosamente neutrale e verso il coinvolgimento di Hezbollah nella guerra civile siriana.

### La battaglia di Arsal
Il 2 agosto 2014, nell'ambito di un'operazione delle forze armate libanesi volta a stabilizzare la cittadina di Arsal e le aree circostanti confinanti con la Siria, viene arrestato un comandante del Fronte al-Nusra. Tale evento scatena la reazione del movimento jihadista, molto numeroso nell'area, a cui si affiancano miliziani dell'ISIS. Lo stesso giorno vengono attaccate le guarnigioni dell'esercito e la stazione della polizia di Arsal. In breve tempo i miliziani prendono totale controllo della città sequestrando anche 16 poliziotti libanesi.
Anche il giorno seguente si susseguono gli scontri armati che provocano 10 morti tra i soldati libanesi e 30 tra i miliziani.
Il governo libanese invia rinforzi, mentre si verificano episodi di violenza verso l'esercito anche a Tripoli. I miliziani di Hezbollah diramano un comunicato annunciando la loro intenzione di non partecipare agli scontri, per evitare un aggravarsi della crisi anche su base settaria.
La cittadina viene completamente circondata dall'esercito che l'attacca da ogni direzione. Il 5 agosto i miliziani cominciano ad arretrare, permettendo all'esercito di riconquistare 2 edifici governativi. Il comandante dello Stato Islamico dell'Iraq e Levante viene ucciso negli scontri. Al termine della giornata il Fronte al-Nusra si ritira dalla città spostandosi sui rilievi montuosi a ridosso della frontiera siriana . I miliziani dell'ISIS invece mantengono le loro posizioni e continuano a combattere.
Il 7 agosto anche l'ISIS si ritira sulle alture al confine siriano e lentamente l'esercito libanese riprende completo possesso della città. Il numero delle vittime è di 19 soldati libanesi e almeno 120 miliziani islamisti.

### Guerra d'attrito sul Qalamun
Il periodo autunnale e invernale del 2014 registra sporadici scontri tra esercito libanese, sostenuto da Hezbollah, e miliziani jihadisti che penetrano attraverso il confine siriano prevalentemente verso la cittadina di Arsal.
I miliziani appartengono al Fronte al-Nusra e allo Stato Islamico e spesso coordinano le operazioni. Lo Stato Islamico in particolare dichiara la necessità di aprire un fronte di guerra contro Hezbollah all'interno del territorio libanese.
Tra febbraio e marzo 2015 si verificano spostamenti di uomini e mezzi da parte delle milizie jihadiste che si ammassano nelle aree di confine tra il Qalamun e la Valle della Beqa' mentre i soldati libanesi e i miliziani di Hezbollah si attestano a centinaia nelle loro roccaforti. Le due parti contrapposte annunciano una "grande offensiva" con l'arrivo della primavera.

## Fine degli scontri
A gennaio 2016, ci sono stati più di 800 morti e quasi 3 000 feriti.
Al 22 giugno 2016, il 95% del territorio una volta controllato dai jihadisti era stato riconquistato dall'esercito libanese e dai suoi alleati, con soli 50 km quadrati lasciati sotto il controllo dei miliziani. Scontri giornalieri erano in corso principalmente vicino alla sola città di Arsal.
Nel febbraio 2017, sono iniziate le trattative tra Hezbollah e Saraya Ahl al-Sham al fine di installare un cessate il fuoco al confine tra Siria e Libano, e per i residenti di tornare alle città e ai villaggi contestati tra Hezbollah e i ribelli.
Il 28 agosto 2017 le ultime truppe dell'ISIL e di Tahrir al-Sham si sono ritirate dal Libano e il governo libanese ha riacquistato il pieno controllo del suo territorio per la prima volta dopo sei anni.